# Европейски път E45
Европейски път Е45 е европейски автомобилен маршрут от категория А, свързващ градовете Алта (Норвегия) на север и Джела (Италия) на юг. Дължината на маршрута е 5190 km.

## Маршрут
Маршрутът на Е45 преминава през 5 европейски страни, и включва два фериботни прехода – от Гьотеборг, Швеция до Фредериксхавн, Дания и от Вила Сан Джовани до Месина, Италия.
- Алта – Каутокино —
- Хета – Каресуванто —
- Швеция: Каресуандо – Порюс – Арвидсяур – Йостершунд – Мура – Сефле – Омол – Гьотеборг – ферибот —
- Дания: Фредериксхавн – Олбор – Ранерс – Орхус – Вайле – Колдинг – Фрьослев —
- Германия: Фленсбург – Хамбург – Хановер – Гьотинген – Касел – Фульда – Вюрцбург – Нюрнберг – Мюнхен – Розенхайм —
- Австрия: Вьоргъл – Инсбрук – проход Бренер —
- Италия: Фортеца – Болцано – Тренто – Верона – Модена – Болоня – Чезена – Перуджа – Фиано Романо – Неапол – Салерно – Сичиняно дели Албурни – Козенца – Вила Сан Джовани – ферибот – Месина – Катания – Сиракуза – Джела

Е45 се пресича със следните маршрути:
| - E06 - E08 - E10 - E14 - E16 - E18 | - E20 - E22 - E26 - E30 - Е35 - E39 | - E41 - E43 - E50 - E51 - E52 - E53 | - E54 - E55 - E56 - E60 - E66 - E70 | - E90 - E311 - E533 - E552 - E641 - E821 | - E841 - E842 - E846 - E847 - E931 - E932 |

## Галерия
- Е45 южно от Фредериксхавн, Дания
- Е45 в Сицилия, Италия
- Е45 в прохода Бренер, Италия
- Мост над фиорда Вейле
- Е45 край Хановер-Мюнден
- Е45 край Месина
- Е45 край Римини